# Idiocera (Idiocera) serrulifera
Idiocera (Idiocera) serrulifera is een tweevleugelige uit de familie steltmuggen (Limoniidae). De soort komt voor in het Palearctisch gebied.